# Игнащенко, Оксана Анатольевна
Окса́на Анато́льевна Игна́щенко (псевдоним — Оксана Гнат; 5 сентября 1960, Киев) — советская и украинская художница, иллюстратор детских книг. Член Союза художников Украины; участница международных выставок.

## Биография
Художница-иллюстратор Оксана Игнащенко родилась 5 сентября 1960 года в Киеве в семье архитектора Анатолия Федоровича Игнащенко.
Окончила Киевскую республиканскую художественную школу имени Т. Г. Шевченко, после чего — Киевский художественный институт в 1984 году, училась на факультете графики в мастерской профессора Т. А. Лящука.
С 1984 по 1986 годы работала преподавателем рисунка, живописи и композиции в Киевской республиканской художественной школе.
С 1985 года на творческой работе.
В 1988 году принята в Союз художников Украины.
Сотрудничала с киевскими издательствами «Веселка» (с 1984 года) и «А-ба-ба-га-ла-ма-га» (с 1993 года).
Наиболее известные живописные работы: «Зима на Андреевском спуске», «Следы на песке» (1996), «Механическая птица» (1997), «Ветер», «Старая крепость» (1998), «Тени старого замка» (1999), «Белый конь» (2000), «Степл-чез» (2001), «Следы на песке» (2006), «Белые розы» (2007).
Иллюстрации к книгам:
- Издательство «Веселка»: «Муха-Цокотуха» (1988), «Огниво» (1989), «Щелкунчик и Мышиный король» (1991), «Три щенка покидают Париж» (1991)[2];
- Издательство «А-ба-ба-га-ла-ма-га»: «Белоснежка и семь гномов» (1997), «Бременские музыканты» (1993), «Домик, в котором никто не спит» (1993), «Робин-Бобин» (2001)[2].

Часть работ хранится в Государственном музее книги и книгопечатания Украины (Киев) и в Доме-музеи А. С. Пушкина (Москва).

## Участие в выставках
Принимала участие в международных выставках в 1990-х годах.
Среди персональных выставок:

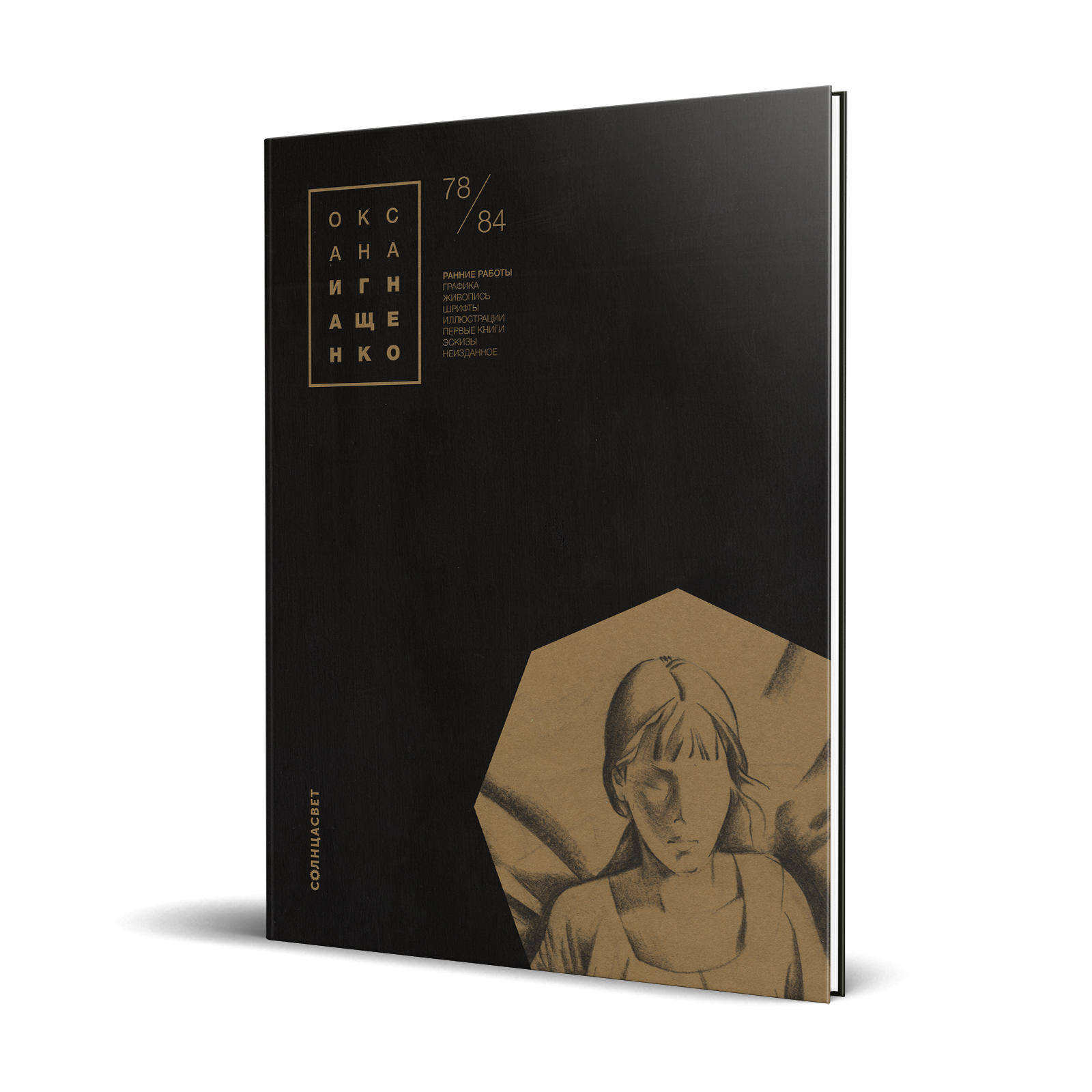
Обложка сборник ранних студенческих работ Оксаны Игнащенко (2018)

- Киевский национальный музей Русского искусства, 1998[2];
- Национальный заповедник «София Киевская», 2005[2];
- Украинский дом, 2007, 2008[2];
- Галерея «Мистецький арсенал», 2009 (совместно с мужем[1] Николаем Есипенко)[2].

## Награды и премии
- 1-я премия Национального конкурса «Искусство книги» за книгу «Білосніжка та семеро гномів»[4]
- 1-я премия Национального конкурса «Искусство книги» за книгу «Улюблені вірші» (в соавторстве с другими художниками)[5]
- 1-я премия Национального конкурса «Искусство книги» за книгу «Улюблені вірші—2» (в соавторстве с другими художниками)[6]
- 2-я премия в номинации «Детский праздник» национального конкурса «Книга года» за книгу «Білосніжка та семеро гномів»[7]
- 2-я премия Национального конкурса «Искусство книги» за книгу «Кресало»[8]
- 3-я премия Национального конкурса «Искусство книги» за книгу «Лускунчик та Мишачий Король»[8]
- «Лучшее издание 1996 года» за книгу «Улюблені вірші» (в соавторстве с другими художниками), премия Национального союза писателей Украины[5]
- премия Международного книжного фестиваля «Мир Книги»
- премия Государственного комитета Совета Министров СССР по делам издательств, полиграфии и книжной торговли СССР за книгу «Кресало»
- премия Государственного комитета Совета Министров СССР по делам издательств, полиграфии и книжной торговли СССР за книгу «Лускунчик та Мишачий Король»